# Maspios
Los maspios (en griego antiguo: Μάσπιοι, en latín: maspii) formaban una de las tres tribus más importantes en que se dividían los iranios, según Heródoto, y dominaban junto a los marafios  y los pasargadas a las demás tribus persas. Vivían en lo que hoy en día es el suroeste de Irán.